# Liste der Bodendenkmale in Stahnsdorf
Die Liste der Bodendenkmale in Stahnsdorf enthält alle Bodendenkmale der brandenburgischen Gemeinde Stahnsdorf und ihrer Ortsteile auf der Grundlage der Landesdenkmalliste vom 31. Dezember 2020.
Die Baudenkmale sind in der Liste der Baudenkmale in Stahnsdorf aufgeführt.
| Gemarkung            | Flur | Kurzansprache | Bodendenkmalnummer | Bemerkung | Bild |
| -------------------- | ---- | --- | ------------------ | --------- | ---- |
| Güterfelde (Lage)    | 1, 6 | Siedlung römische Kaiserzeit, Siedlung Bronzezeit, Dorfkern deutsches Mittelalter, Dorfkern Neuzeit, Siedlung Eisenzeit | 30396              |           |      |
| Güterfelde (Lage)    | 2    | Gräberfeld Eisenzeit | 30450              |           |      |
| Güterfelde (Lage)    | 1, 6 | Siedlung Bronzezeit | 30451              |           |      |
| Güterfelde (Lage)    | 8, 9 | Einzelfund Steinzeit, Siedlung deutsches Mittelalter                                                                    | 30452              |           |      |
| Güterfelde (Lage)    | 8    | Siedlung deutsches Mittelalter, Siedlung Ur- und Frühgeschichte                                                         | 30455              |           |      |
| Güterfelde (Lage)    | 1    | Siedlung Ur- und Frühgeschichte                                                                                         | 30456              |           |      |
| Güterfelde (Lage)    | 1    | Siedlung deutsches Mittelalter, Siedlung Eisenzeit                                                                      | 30457              |           |      |
| Güterfelde (Lage)    | 6    | Siedlung deutsches Mittelalter                                                                                          | 30458              |           |      |
| Güterfelde (Lage)    | 1    | Siedlung Bronzezeit, Siedlung deutsches Mittelalter, Siedlung Eisenzeit                                                 | 30459              |           |      |
| Schenkenhorst (Lage) | 1    | Siedlung Ur- und Frühgeschichte, Siedlung Neolithikum                                                                   | 30643              |           |      |
| Schenkenhorst (Lage) | 3    | Siedlung Neolithikum, Siedlung Bronzezeit                                                                               | 30644              |           |      |
| Schenkenhorst (Lage) | 3    | Siedlung Neolithikum, Siedlung Bronzezeit                                                                               | 30645              |           |      |
| Schenkenhorst (Lage) | 2    | Dorfkern Mittelalter, Dorfkern Neuzeit                                                                                  | 30646              |           |      |
| Sputendorf (Lage)    | 3, 4 | Kirche deutsches Mittelalter, Kirche Neuzeit, Dorfkern deutsches Mittelalter, Dorfkern Neuzeit                          | 30397              |           |      |
| Stahnsdorf (Lage)    | 4    | Kirche Neuzeit, Siedlung Urgeschichte, Dorfkern Neuzeit, Kirche deutsches Mittelalter, Dorfkern deutsches Mittelalter   | 30411              |           |      |
| Stahnsdorf (Lage)    | 5    | Siedlung Bronzezeit, Gräberfeld Bronzezeit                                                                              | 30460              |           |      |
| Stahnsdorf (Lage)    | 4    | Siedlung Eisenzeit | 30461              |           |      |
| Stahnsdorf (Lage)    | 4    | Rast- und Werkplatz Mesolithikum                                                                                        | 30462              |           |      |
| Stahnsdorf (Lage)    | 4    | Gräberfeld Bronzezeit                                                                                                   | 30463              |           |      |
| Stahnsdorf (Lage)    | 4    | Siedlung Bronzezeit | 30464              |           |      |